# گرگ تنها، مک‌کوئید
گرگ تنها، مک‌کوئید (به انگلیسی: Lone Wolf McQuade) یک فیلم وسترن، اکشن و دلهره‌آور آمریکایی محصول سال ۱۹۸۳ به کارگردانی رابرت بلتران با بازی چاک نوریس، دیوید کارادین، باربارا کاررا، ال. کیو. جونز، آر.جی. آرمسترانگ، لئون ایزاک کندی و رابرت بلتران است.

## بازیگران
- چاک نوریس
- دیوید کارادین[۳]
- باربارا کاررا
- لئون آیزاک کندی
- رابرت بلتران
- ال. کیو. جونز
- دینا کیمل
- آر.جی. آرمسترانگ
- خورخه سرورا
- شارون فارل
- دانیل فرشمن
- ویلیام ساندرسون
- ری مارکر
- کاله استوکرتون
- رابرت شاو

کارگردان استیو کارور پیش از این با چاک نوریس در فیلم Eye for a Eye کار کرده بود.

## نقدها
این فیلم استقبال نسبتاً مثبتی از منتقدان فیلم داشت.

### فروش فیلم
این فیلم در آمریکا و کانادا ۱۲ میلیون دلار فروش داشته است.